# 上谷総合公園
上谷総合公園（かみやそうごうこうえん）は、埼玉県鴻巣市上谷にある都市公園である。

## 沿革
公園建設が計画されたのは1972年（昭和47年）で、同年10月に都市計画が最終決定、用地の段階的取得が進められた。新公園計画の策定により、勝願寺の敷地内に整備されていた既存の鴻巣公園の樹木やグラウンドは取り払われ、敷地が寺に返還されるのではないかとする見方もあったが、市はこれを否定した。1974年（昭和49年）4月には公園の使用が開始された。この年は鴻巣市市制施行20周年にあたり、同年5月には市役所新庁舎も竣工した。
1975年（昭和50年）には用地内に市民プールを整備する計画が発表された。市民プールは流水プール、子どもプール、スライダーなどを備えるレジャープールで、当初4年間で整備する計画であったが、後に2年に短縮された。プールは1976年（昭和51年）7月より使用が開始された。当初は予算の制約により管理棟や脱衣棟は仮設、競泳プールは見送られた。利用料金が大人500円、小中学生200円と周辺各市の市民プールのほぼ2倍であったことから市民に敬遠され、後に小中学生100円に、大人は平日のみ300円に料金が引き下げられた。1978年（昭和53年）には競泳用プールも追加整備された。
以降も公園は整備が続けられていたが、2004年に開かれる第59回国民体育大会の開催地として埼玉県が選ばれたことにより、公園はその姿を大きく変えることになった。埼玉県は1987年（昭和62年）に議会が国体誘致を決議、誘致活動を進めていたが、1992年（平成4年）に事前の調整により埼玉県開催が内定した。その後、1994年（平成6年）に策定された鴻巣市総合振興計画後期基本計画では、上谷の公園を総合運動公園として整備する計画が盛り込まれた。1995年（平成7年）には鴻巣市が国体でソフトボール少年男子の会場となることが決まり、上谷に野球場を新設し、国体会場として使用することになった。野球場は2004年に完成、「フラワースタジアム」と名付けられ、8月に落成記念式典が行われた。
2007年5月、鴻巣市は広報紙において、同年夏より市民プールは開園しない、と発表した。市は前年にふじみ野市立大井プールで発生した事故に言及し、開園から30年以上が経過し老朽化したプールを全面改修すれば4億円以上の費用がかかる一方で、利用者数は年々減少していることを閉鎖の理由としたが、閉鎖に反対する市民は署名運動を行い、「市民プールを存続させる市民の会」が議会に運営継続を求める請願書を提出した。しかし同月末、市議会は請願を不採択とし、プールはそのまま閉鎖された。跡地には後にスケートパークや3on3コートが整備された。
2008年4月より指定管理者として、公園全体は鴻巣市環境緑のグループが、次節で述べるスポーツ施設は株式会社島村工業が管理運営に当たっている。平成21年度のスポーツ施設利用者数は68,916人、件数は773件である。

## スポーツ施設
- 野球場

- テニスコート

全天候型 10面。
- サッカー場

JFA公認の人工芝コート。少年サッカーコート2面およびフットサルコート4面を兼用。
- 多目的グラウンド

野球、ソフトボールなど。
| 年度                   | 計    | フラワースタジアム | 多目的グラウンド | サッカー場 |        |
| ---------------------- | ----- | ------------------ | ---------------- | ---------- | ------ |
| 2011年度（平成23年度） | 766   | 195                | 264              | 307        | [ 27 ] |
| 2012年度（平成24年度） | 720   | 152                | 324              | 244        | [ 28 ] |
| 2013年度（平成25年度） | 583   | 22                 | 311              | 250        | [ 29 ] |
| 2014年度（平成26年度） | 811   | 194                | 373              | 244        | [ 29 ] |
| 2015年度（平成27年度） | 782   | 243                | 300              | 239        | [ 30 ] |
| 2016年度（平成28年度） | 1,288 | 273                | 337              | 678        | [ 30 ] |
| 2017年度（平成29年度） | 1,409 | 230                | 303              | 876        | [ 31 ] |